# Cum non solum

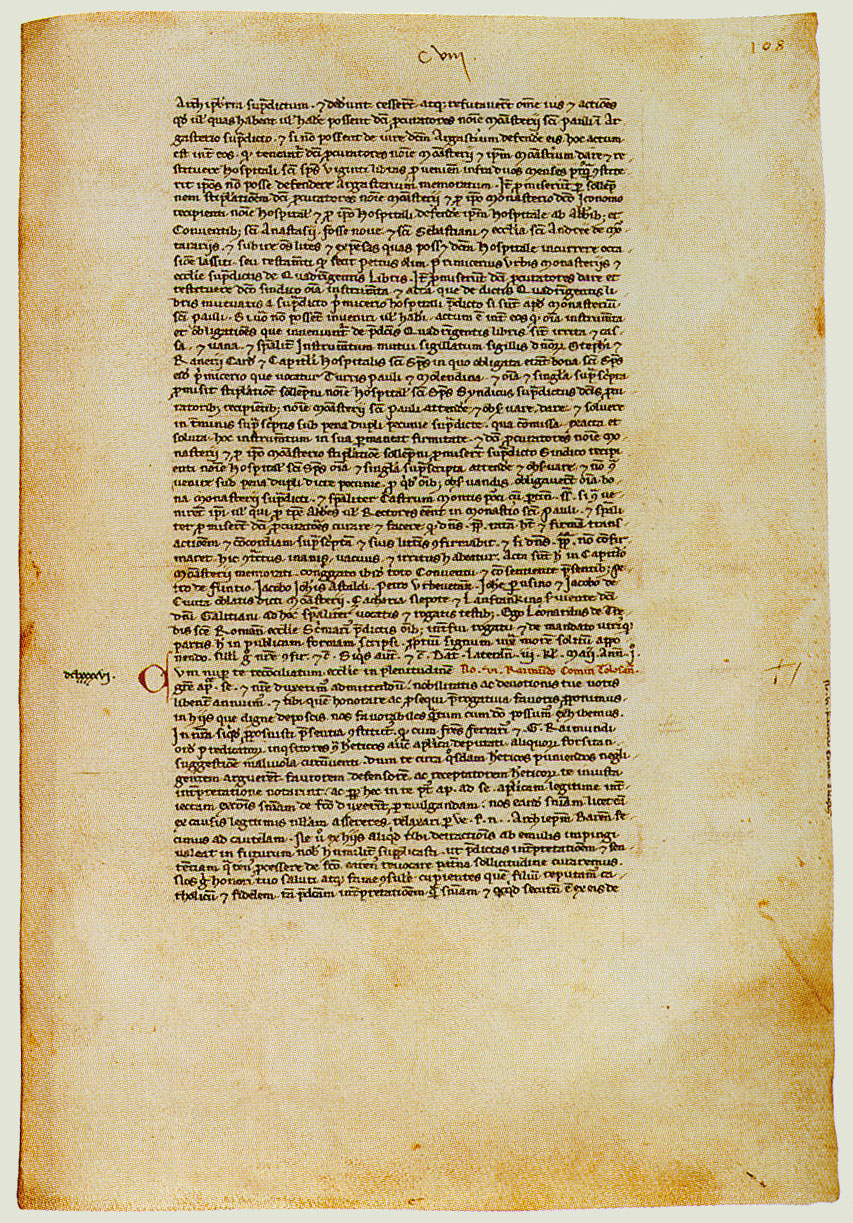
Текст листа папи Інокентія IV «до правителя та народу татар», принесеного великому хану Гююгу Іоанном де Карпіні

Cum non solum — лист Папи римського Іннокентія IV до монголів метою якого було з'ясувати їхні наміри і застерегти від подальших нападів на християн. Лист датований 13 березня 1245 року, написаний в Ліоні.

## Передумови написання листа
За 8 років до написання листа, в 1237 році, монголи під проводом Батия почали завоювання Русі.
Північно-Східна Русь була загарбана в 1237–1238.
В 1239 Батий направив навалу на терени сучасної України. Були знищені міста Чернігів (1239), Київ (1240), Володимир-Волинський (1241) і багато інших. В березні 1241 року монголи під проводом Байдара знищили Краків. 11 квітня 1241 року була розгромлена угорська армія в битві на річці Шайо.
11 грудня 1241 року в Каракорумі помирає дядько Батия, Байдара, Орда-хана, який також був батьком Кадану — хан Уґедей. В березні 1242 року монголи почали відходити на схід. За однією з версій, діти і племінники Уґедея за традицією повинні були взяти участь в курултаї на якому вибирали нового хана.
Навала монголів зупинилась так само раптово як і почалась. Три роки після цього (1242–1245) було незрозуміло чи монголи готуються до наступного походу.

## Зміст листа
Іннокентій IV висловив Монголам бажання досягти миру хоча йому було невідомо що в лексиконі Монголів слово «мир» має значення «підлеглість» замість «співіснування».

## Папська місія 1245 року до Монголів
Лист до Монголів був доставлений в монгольську столицю Каракорум монахом францисканського ордену Джованні Да Плано Карпіні, який спостерігав вибори нового хана Ґуюка 24 серпня 1246 року.
Ґуюк не розумів добре європейську політику і роль Папи в ній, тому в листі, датованому 1246-м роком відповів так як монголи завжди відповідали володарям тих земель які вони ще не завоювали: «Ви повинні сказати від щирого серця: „Ми будемо вашими підлеглими; ми надамо вам нашу силу“. Ви повинні особисто прийти разом з усіма вашими королями, без виключення, щоб перейти на нашу службу і вшанувати нас. Тільки тоді ми визнаємо вашу підлеглість. І якщо ви не дотримуєтесь Божого порядку, підете проти наших наказів, ми будемо визнавати вас нашими ворогами.»

## Назва
Листи Папи зазвичай називаються відповідно до інципіту тобто речення на початку листа. Цей лист починався словами:
«regi et populo Tartarorum viam agnoscere veritatis.
Cum non solum homines verum etiam animalia irrationalia nec non ipsa mundialis elementa machine quadam nativi federis…»
- У Вікіджерелах є Cum non solum